# Careiro
Careiro, também conhecido como Careiro Castanho, é um município brasileiro localizado na Região Metropolitana de Manaus, no estado do Amazonas. O nome do município originou-se da palavra Careiro, que significa caminho do índio, por estar vinculado ao traçado do rio que o corta. Já o apelido Castanho se deu para diferenciá-lo de outro 
município amazonense chamado Careiro da Várzea.
Sua população, de acordo com estimativas do Instituto Brasileiro de Geografia e Estatística (IBGE), era de 38 820 habitantes em 2021.

## História
A história do município de Careiro está vinculada a de Manaus. O primeiro morador da região, de acordo com os registros primórdios, foi Francisco Ferreira, um caboclo.
Careiro tornou-se um Distrito da capital do Amazonas em 1938, através do Decreto-Lei nº 176, a qual criou em conjunto, outros diversos distritos e municípios no estado. A emancipação política e territorial do Careiro, com status de município, ocorreu apenas em 1955, quando este foi desmembrado do município de Manaus e passou a ser município autônomo. Pelo mesmo ato, a Vila do Careiro, então sede do lugar, é elevada à categoria de cidade.
Por estar localizada numa região de várzea, a sede é transferida em 1977 para uma área de terra firme, situada no km 102 da BR-319, que passa a abrigar o principal núcleo urbano do município.

## Geografia
O município de Careiro está localizado no estado do Amazonas, na Mesorregião do Centro Amazonense, que engloba 31 municípios do estado distribuídos em seis microrregiões, sendo que a microrregião à qual o município pertence é a Microrregião de Manaus, que reúne sete municípios: Autazes, Careiro, Careiro da Várzea, Iranduba, Manacapuru, Manaquiri e Manaus. Careiro está distante 124 km a sul da capital amazonense.
Seus municípios limítrofes são Careiro da Várzea, Iranduba e Manaus ao norte; Manaquiri ao oeste; Autazes ao leste; Itacoatiara ao nordeste; e Borba ao sul. Sua população estimada em 2016 era de 36 922 habitantes, de acordo com estimativas do Instituto Brasileiro de Geografia e Estatística (IBGE).

## Subdivisões

### Bairros
Bairros urbanos
Centro, Vista Alegre, Nova Esperança, Novo Horizonte, Sebastião Borges, Conjunto Sirzinando (Conjunto Caixa) e Distrito.
Bairros rurais
P.A. Panelao.
Distritos
Araçá, Samaúma, Mamori e Purupuru.

## Infraestrutura

### Saúde
Em 2009 o município possuía um total de 16 estabelecimentos de saúde, sendo todos estes públicos municipais ou estaduais, entre hospitais, pronto-socorros, postos de saúde e serviços odontológicos. Neles havia 20 leitos para internação. Em 2014, 96,03% das crianças menores de 1 ano de idade estavam com a carteira de vacinação em dia. O índice de mortalidade infantil entre crianças menores de 5 anos, em 2016, foi de 16,63 indicando uma redução em comparação a 1995, quando o índice foi de 23,44 óbitos a cada mil nascidos vivos. Entre crianças menores de 1 ano de idade, a taxa de mortalidade reduziu de 15,63 (1995) para 12,47 a cada mil nascidos vivos, totalizando, em números absolutos, 105 óbitos nesta faixa etária entre 1995 e 2016. No mesmo ano, 24,32% das crianças que nasceram no município eram de mães adolescentes, a quinta menor incidência entre os municípios amazonenses, sendo que apenas Manaquiri, Manaus, São Gabriel da Cachoeira e Tabatinga atingiram uma posição melhor no estado, em se tratando de planejamento familiar. Conforme dados do Sistema Único de Saúde (SUS), órgão do Ministério da Saúde, a taxa de mortalidade devido a acidentes de transportes terrestres registrou 13,54 óbitos em 2016, revelando um aumento comparando-se com o resultado de anos anteriores, quando se registrou 5,30 óbito neste indicador. Ainda conforme o SUS, baseado em pesquisa promovida pelo Sistema de Informações Hospitalares do DATASUS, houve 2 internações hospitalares relacionadas ao uso abusivo de bebidas alcoólicas e outras drogas, entre 2008 e 2017, classificadas como doença alcoólica do fígado.
A taxa de mortalidade infantil média na cidade é de 2,36 para 1.000 nascidos vivos, sendo a terceira menor no Amazonas. Em 2016, 33,33% das mortes de crianças com menos de um ano de idade foram em bebês com menos de sete dias de vida. Óbitos ocorridos em crianças entre 7 e 27 dias de foram 16,67% dos registros. Outros 50% dos óbitos foram em crianças entre 28 dias e um ano de vida. No referido período, houve 7 registros de mortalidade materna, que é quando a gestante entra em óbito por complicações decorrentes da gravidez. O Ministério da Saúde estima que 66,66% das mortes que ocorreram em 2016, entre menores de um ano de idade, poderiam ter sido evitadas, especialmente pela adequada atenção à saúde da gestante, bem como pela adequada atenção à saúde do recém-nascido. Cerca de 81% das crianças menores de 2 anos de idade foram pesadas pelo Programa Saúde da Família em 2014, sendo que 1% delas estavam desnutridas.

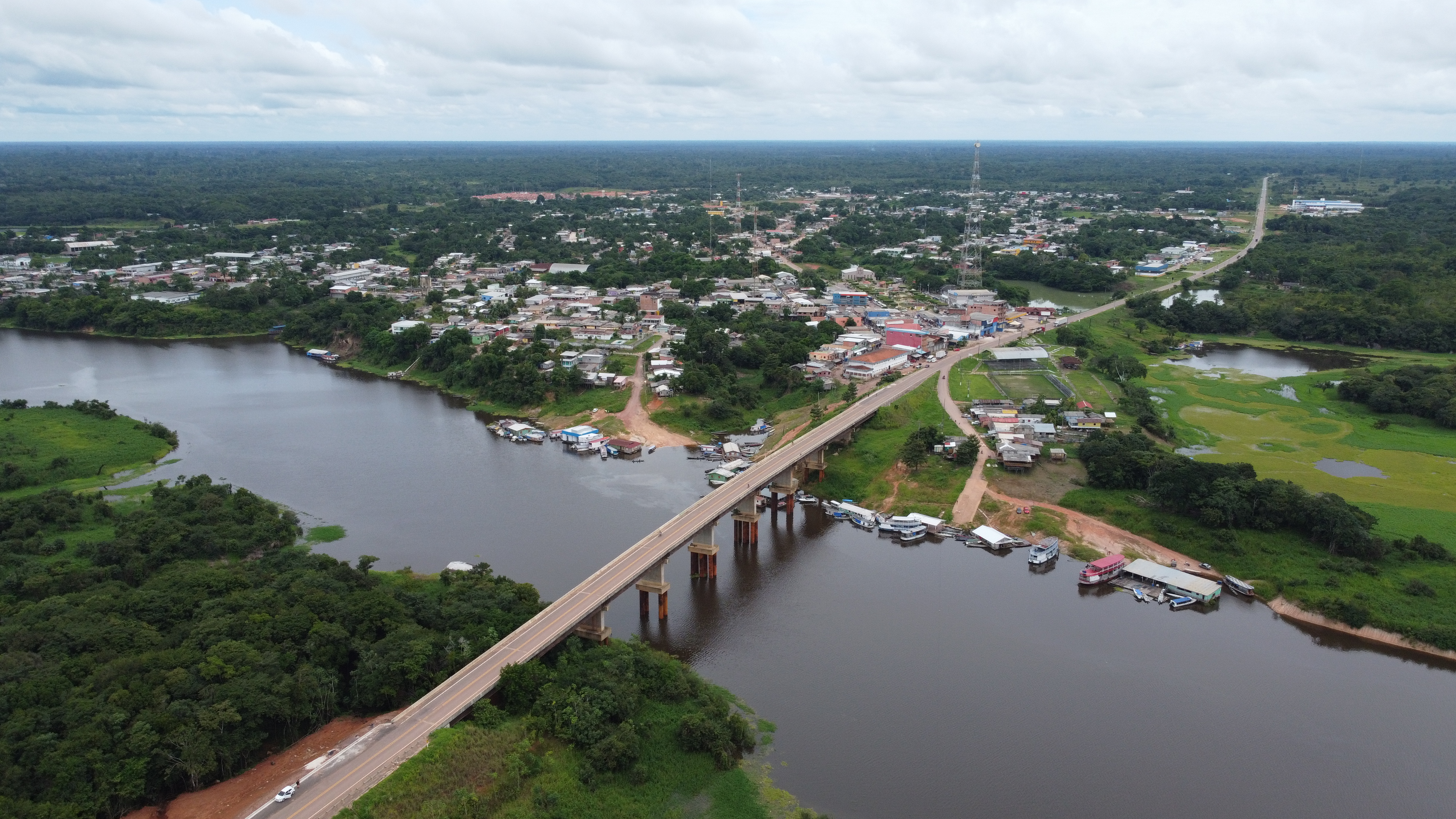
Ponte Rio Castanho

Careiro possuía, até 2009, estabelecimentos de saúde especializados apenas em clínica médica, e nenhum estabelecimento de saúde com especialização em cirurgia bucomaxilofacial, neurocirurgia, obstetrícia, traumato-ortopedia, psiquiatria, pediatria e outras especialidades médicas. Dos estabelecimentos de saúde, apenas 1 deles era com internação. Até 2016, havia 36 registros de casos de HIV/AIDS, tendo uma taxa de incidência, em 2016, de 13,54 casos a cada 100 mil habitantes, e a mortalidade, em 2016, de 2,71 óbitos a cada 100 mil habitantes. Entre o número total dos casos de AIDS, 20% eram em pessoas entre 15 e 24 anos. Entre 2001 e 2012 houve 444 casos de doenças transmitidas por mosquitos e insetos, sendo as principais delas a dengue, a leishmaniose e a malária.

### Transportes
Careiro está situado às margens do Rio Castanho. O acesso por via fluvial, saindo de Manaus, leva cerca de 08 horas. Por via terreste, a rodovia BR-319 é responsável por ligar o município à capital do estado, e aos municípios de Autazes, Careiro da Várzea, Manaquiri e Borba.

### Turismo
O município é privilegiado com lindos lagos que atraem anualmente milhares de turistas para a região que vem para conhecer os lagos do Janauacá, Mamori, Maçarico, Juma, Piranha e muitos outros.
O turismo na região é um dos pontos de referência na geração de emprego e renda para os moradores da região. Somente no turismo de pesca esportiva, são movimentados cerca de R$64 Milhões ao ano, segundo a Secretaria de Estado de Desenvolvimento Econômico, Ciência, Tecnologia e Inovação (Sedecti).

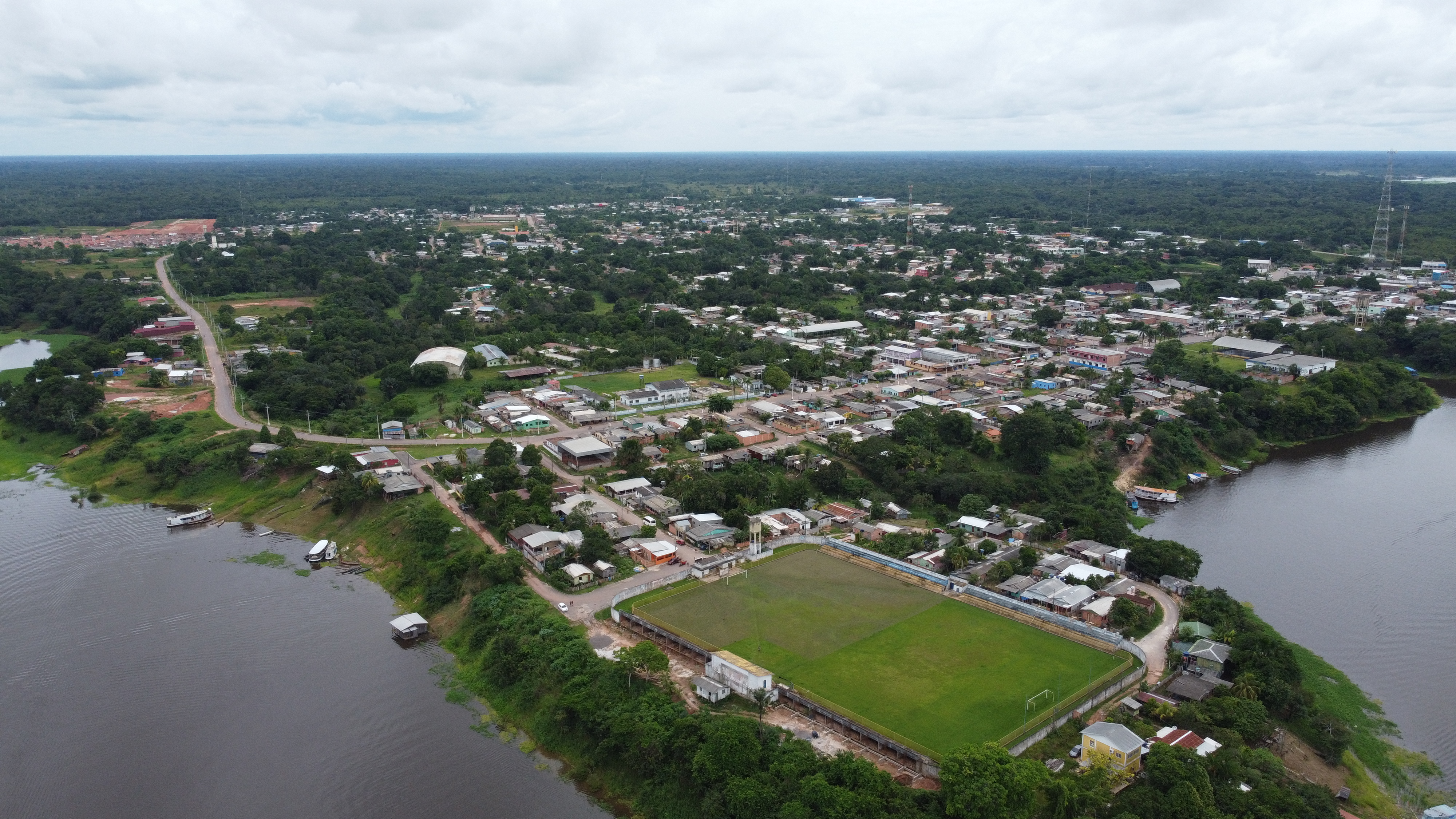
Estádio Afonsão às margens do Rio Castanho

A região leva vantagem por comportar mais de 40 hotéis de selva que recebem turistas de todo o mundo para a realização de diversas atividades, como: Contemplação a natureza, passeios, trilhas ecológicas, focagem noturna de jacarés, pesca esportiva, além da degustação de pratos típicos regionais que prendem pelo sabor exótico, turistas que vem ao município.
A sede da cidade anualmente atrai turistas para eventos religiosos como o dia do Evangélico e a já tradicional festa de Nossa Senhora de Fátima, padroeira da cidade com atrações locais e nacionais. 
O Estádio Afonsão também é outro ponto de visitação. Eleito por sites esportivos como o estádio mais bonito do Brasil, o Estádio Afonsão recebeu este título por conta de sua localização avantajada de estar às margens do Rio Castanho.

### Cultura
Outros potenciais do município são as manifestações culturais como a realização de festivais de dança com os tradicionais encontros de cirandeiros e da cultura do Boi de Parintins que anualmente disputam entre si, títulos municipais.
O artesanato local é destaque nacional e internacional com a modelagem e fabricação de peças artesanais que já foram parar em revistas internacionais como a vogue e em eventos como o fashion week com bolsas feitas de fibras de cipós típicos da região. Um novo conceito de artesanato nasceu em Careiro que é a arte ribeirinha. São quadros, esculturas que retratam com fidelidade o cotidiano do caboclo ribeirinho em suas diversas atividades do campo.